# ルーカス・ファン・ファルケンボルフ
ルーカス・ファン・ファルケンボルフ（Lucas van Valckenborch、1535年かその少し後の生まれ、1597年2月2日に葬礼）はフランドル生まれの画家で、多くの画家を出したファン・ファルケンボルフ一族の一人である。

## 略歴
ルーヴェンで生まれた。兄に画家のマルテン(Marten van Valckenborch:1535-1612)がいて、兄の息子、フレデリク(Frederik van Valckenborch: 1566-1623)やヒリス(Gillis van Valckenborch: 1570–1622)などがよく知られた画家になった。1560年にメヘレンの聖ルカ組合に登録された記録があり、メヘレンで修行したと考えられるが師匠が誰かは知られていない 。1560年代後半にカルヴァン派の武装蜂起「Beeldenstorm(偶像破壊)」の失敗とそれに対する弾圧が始まり、1566年に、新教徒であったファン・ファルケンボルフは兄弟や、建築家、画家のハンス・フレーデマン・デ・フリースやその弟子の画家、ヘンドリック・ファン・ステーンワイク(Hendrik van Steenwijck I: c.1550–1603)とともに、アーヘンやリエージュに逃れて活動した。1574年頃から、アントウェルペンに住むようになり、1577年からネーデルラント17州に統治者として招かれた皇帝マティアスの注文で描くようになり、1581年にマティアスがネーデルラントを去り、オーストリアに移ると、ファン・ファルケンボルフも宮廷画家として同行した。1592年にフランクフルト・アム・マインに移り、1594年に市民権を得た。1597年にフランクフルトで没した。
ピーテル・ブリューゲル(1525-1569)のスタイルの継承者であり、風景画や田園や市場で働く田舎の仕事と市民の人々の生活を描いた。
弟子にはゲオルク・フレーゲル(Georg Flegel: 1566-1638)がいる。

## 作品

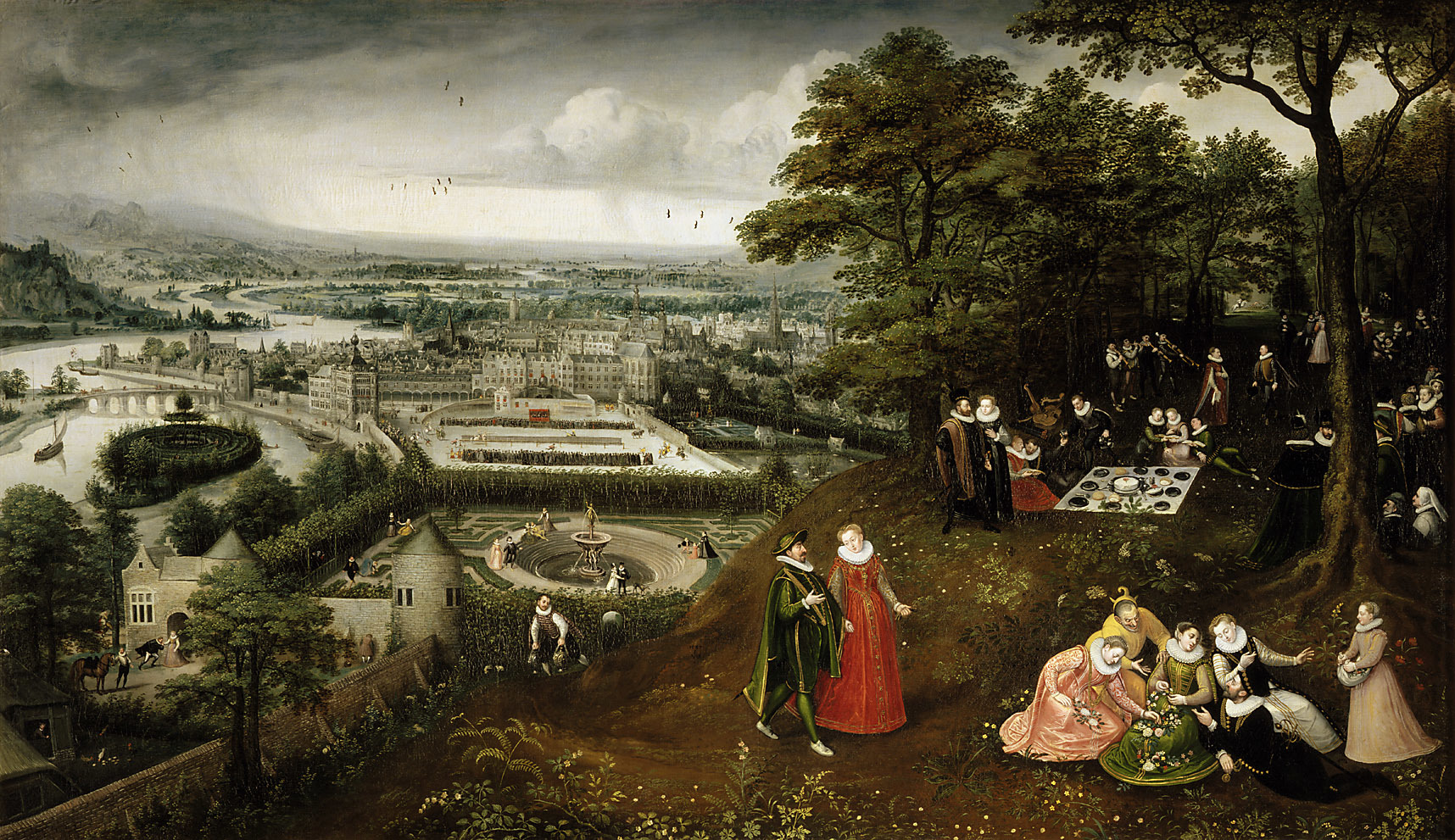
「春の風景」(1587)
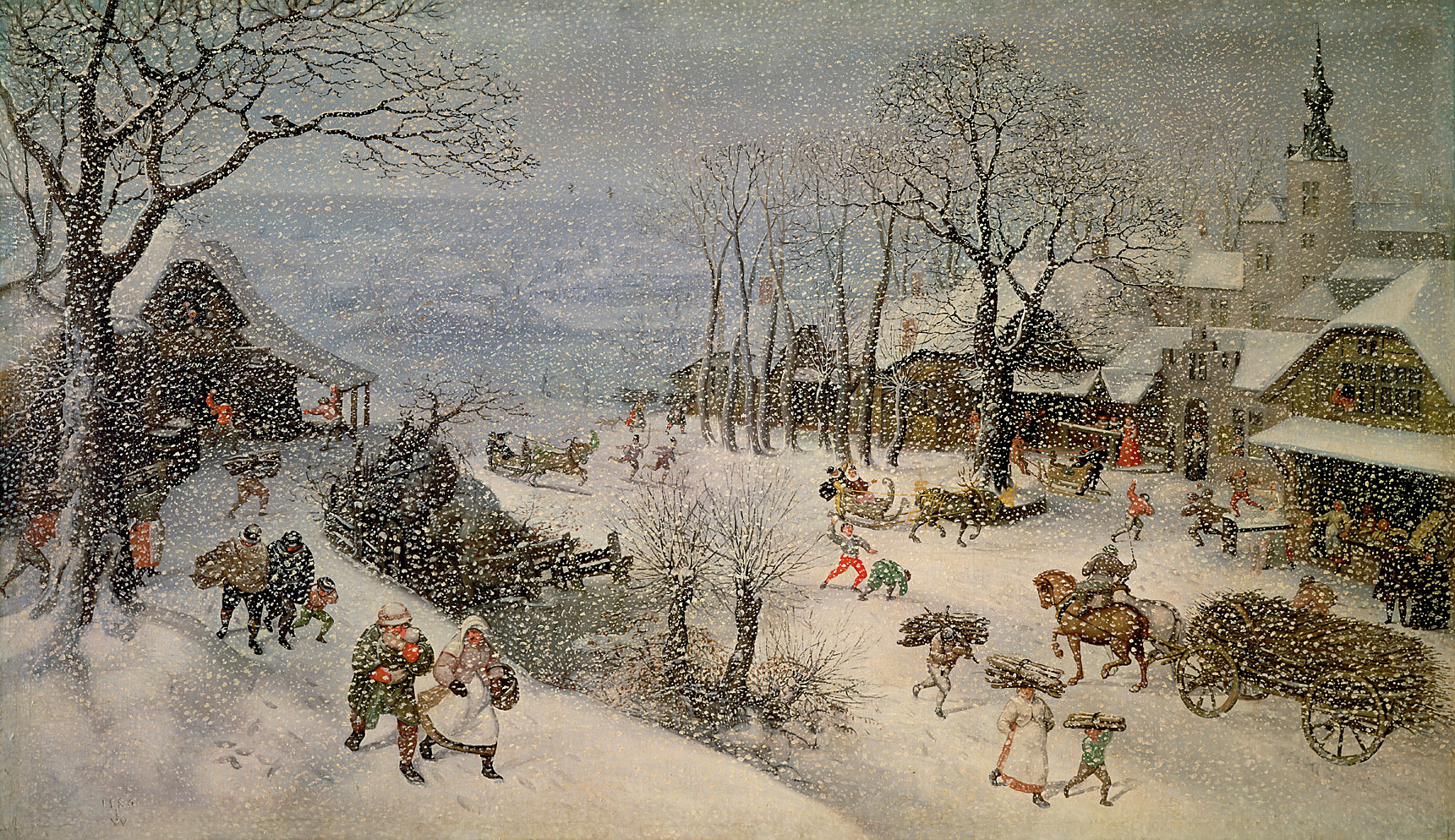
「冬の風景」(1586)
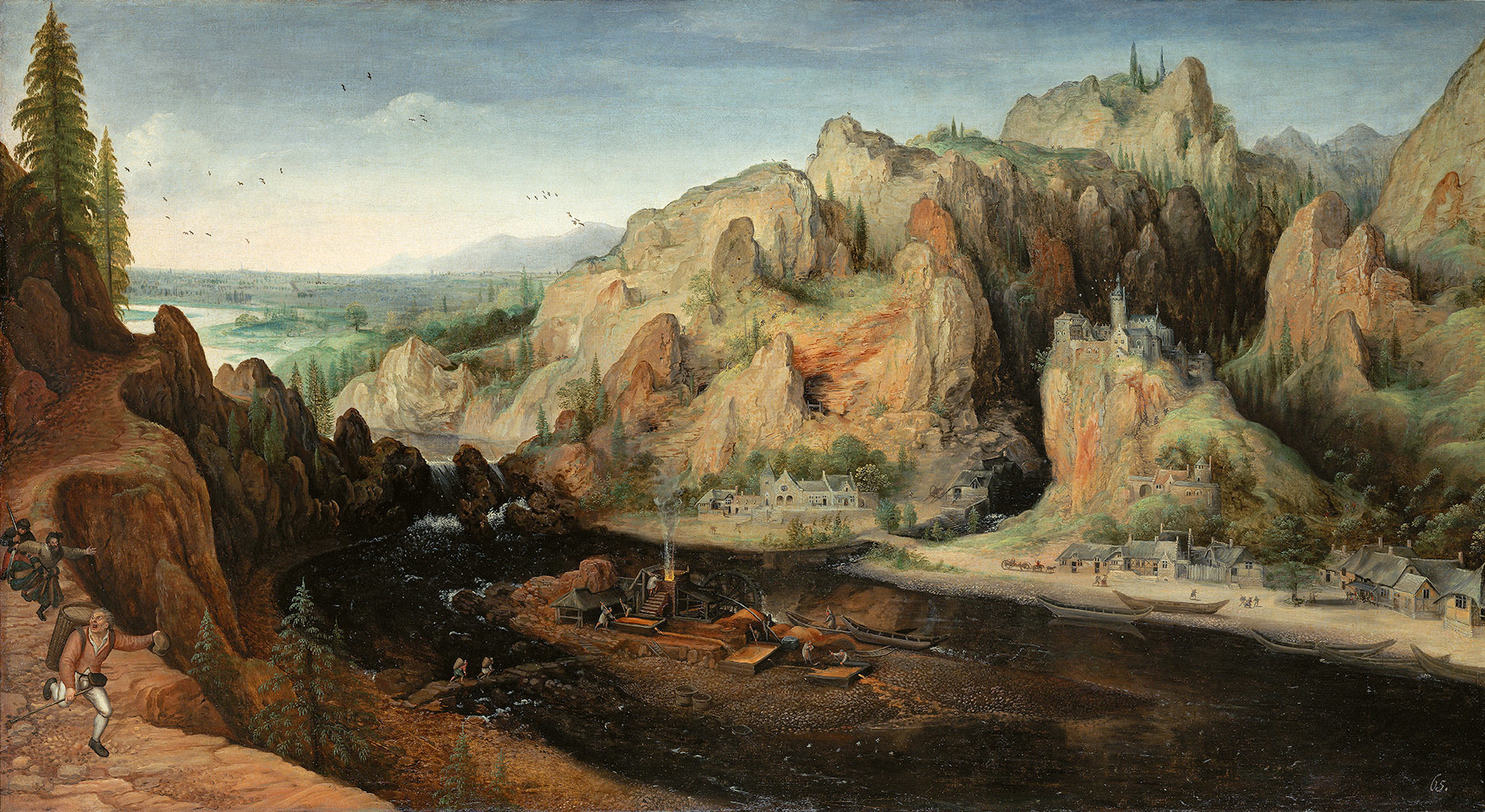
鉱山や精錬所のある山の風景
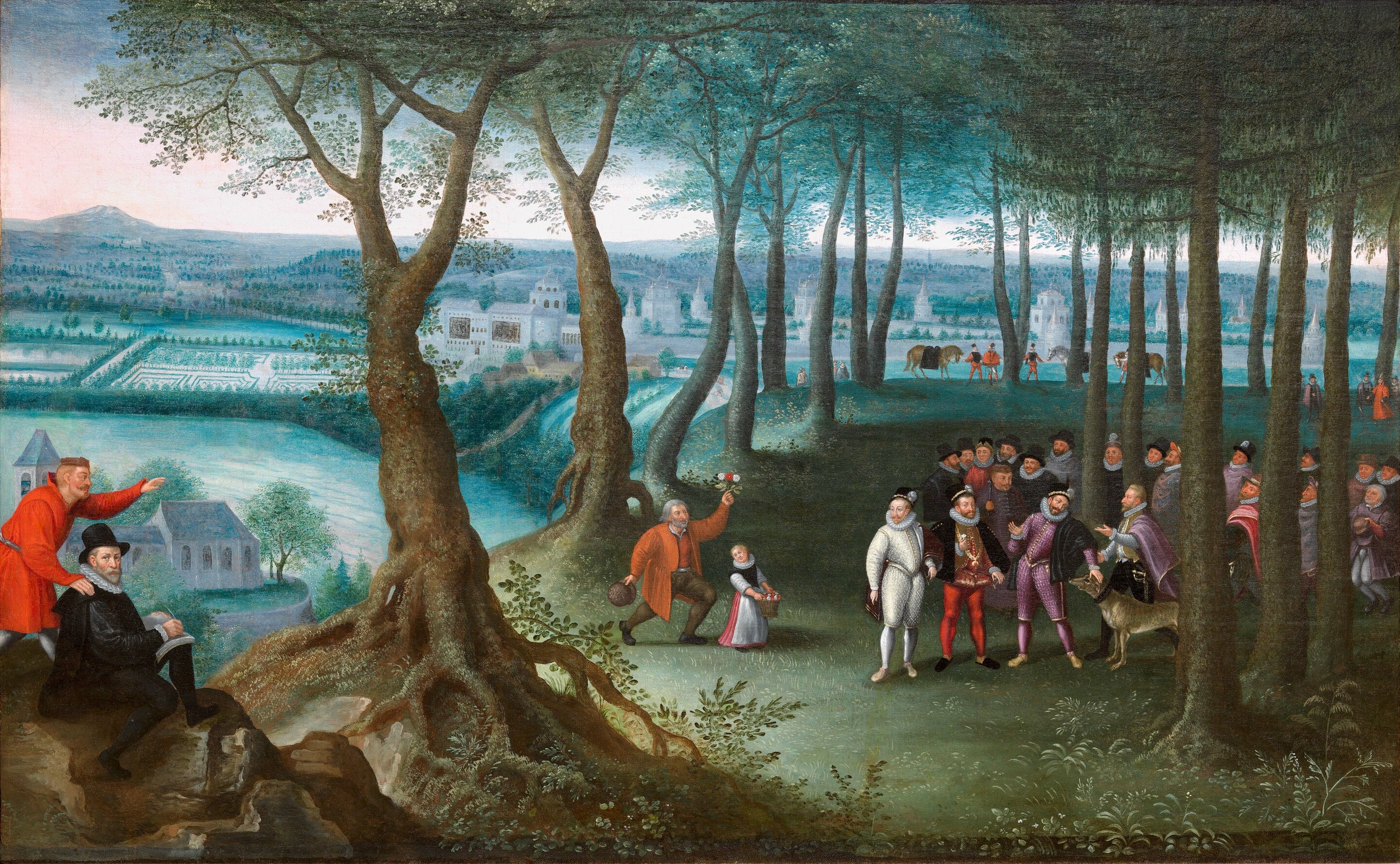
新しい宮殿近くの森の散歩
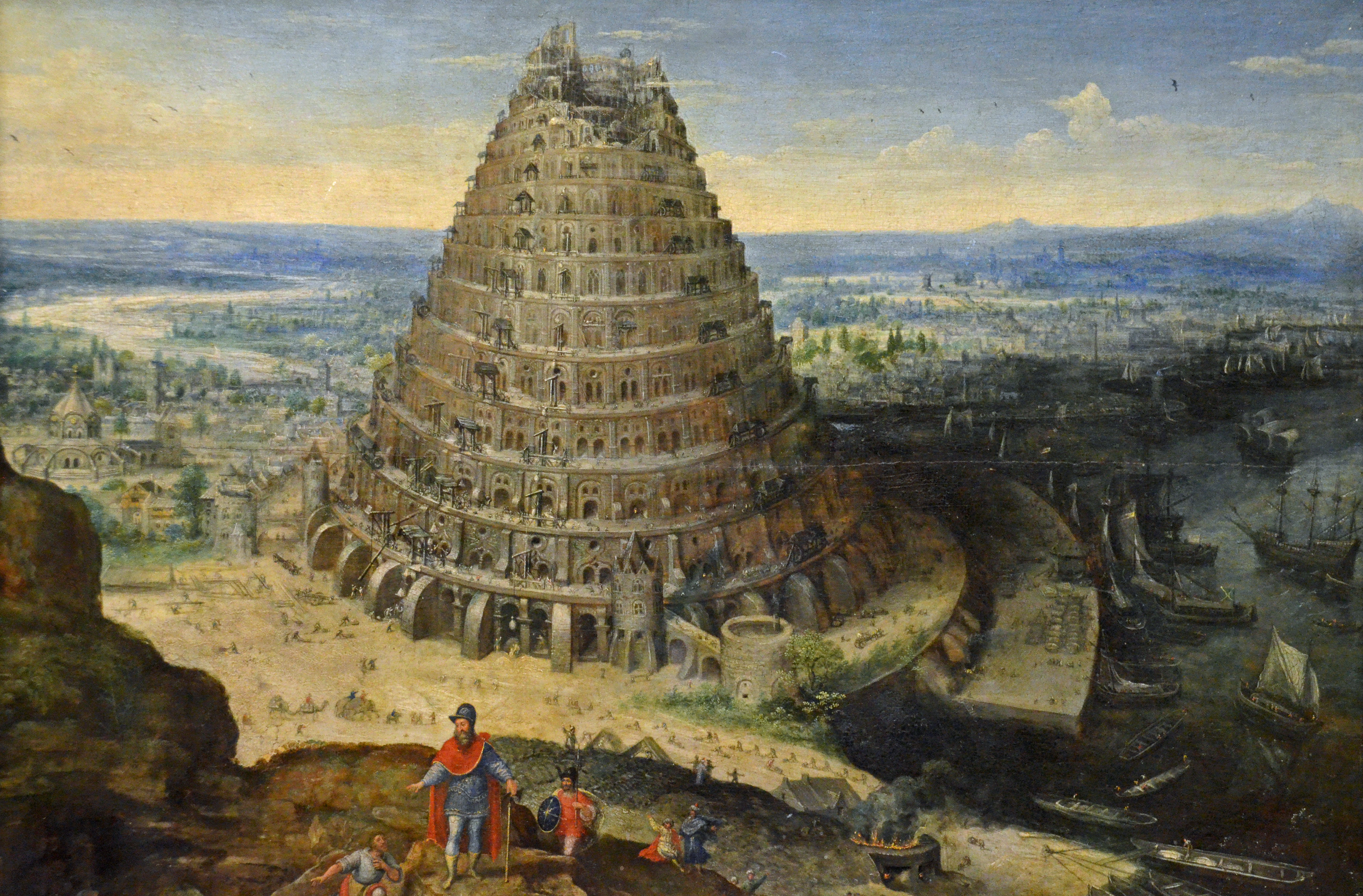
バベルの塔
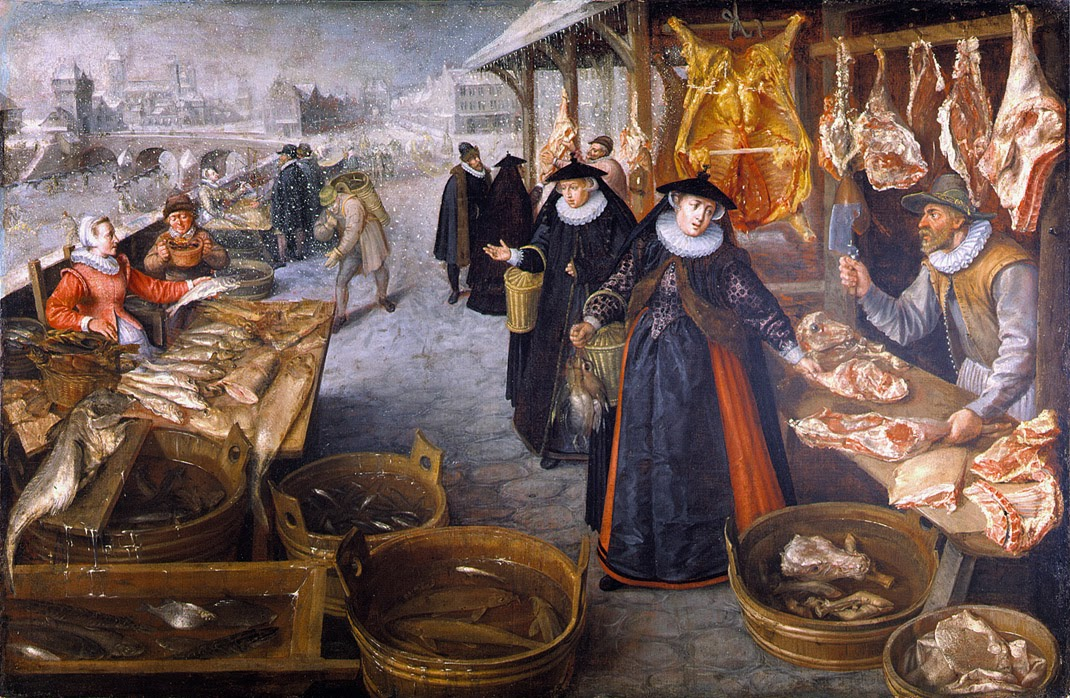
冬の市場